# Estádio do ABC
Estádio ABC – stadion wielofunkcyjny w Foz do Iguaçu, Parana, Brazylia, na którym swoje mecze rozgrywa klub Auritânia Foz do Iguaçu Futebol Clube.